# 阿爾德波因特 (加利福尼亞州)
阿爾德波因特（英語：Alderpoint）是位於美國加利福尼亞州洪堡縣的一個人口普查指定地區。

## 地理
阿爾德波因特的座標為40°10′35″N 123°36′42″W / 40.17639°N 123.61167°W，而該地最高點為海拔高度144米（即472英尺）。

## 人口
根據2010年美國人口普查的數據，阿爾德波因特的面積為6.29平方千米，當中陸地面積為6.29平方千米，而水域面積為0.00平方千米。當地共有人口186人，而人口密度為每平方千米29人。